# Неолитна революция
Неолитна революция наричаме прехода от събирателство и ловуване към земеделие и скотовъдство, с други думи преминаване от примитивна икономика към селско стопанство. По археологически данни, неолитната революция започва от Плодородния полумесец с опитомяването на различни животни и култивиране на различни растения. Това става преди около 10 000 години. Друга характерна черта на неолитната революция е създаването на малки села и градове и изцяло променяне на околната среда със създаването на отделни общества. Неолитните фермери вероятно са говорели на т. нар. афро-азиатски езици. Гьобекли тепе, Чаталхьоюк, Невали чори са култови комплекси и селища от неолита.
 
Терминът неолитна революция започва да се употребява през 1920 година.

#### Възникване на земеделието
Възникването на земеделието представлява ключов преход в човешката история, чиито причини остават предмет на множество хипотези. Сред тях се открояват демографският натиск, социалната необходимост от включване на по-широки възрастови групи в хранителното производство, както и коеволюционната зависимост между хората и култивираните растения. Уседналостта на човешките общности е до голяма степен резултат от нуждата за съхранение на излишъци и грижа за култивираните площи. Успоредно с развитието на растениевъдството, хората започват и процеса на одомашняване на животни, като овце и кози, което допринесло за интензифициране на земеделието и повишаване на хранителната осигуреност. Земеделската революция довежда както до значими културни и технологични постижения, така и до нови предизвикателства – социално неравенство, спад в хранителната стойност на диетата и разпространение на зоонозни заболявания.